# Bangiomorpha
Bangiomorpha pubescens é uma alga vermelha fóssil .Os espécimes de Bangiomorpha pubescens foram encontrados na Formação Hunting, Ilha Somerset, Canadá, e se assemelham fortemente à alga vermelha moderna Bangia, apesar de ocorrer em rochas que datam de 1,047 milhões de anos atrás .  Este fóssil de alga vermelha é o mais antigo registo de um organismo de um filo existente. Ele inclui células reprodutivas diferenciadas, que são as evidências mais antigas de reprodução sexuada. 